# Susanna Hoffs

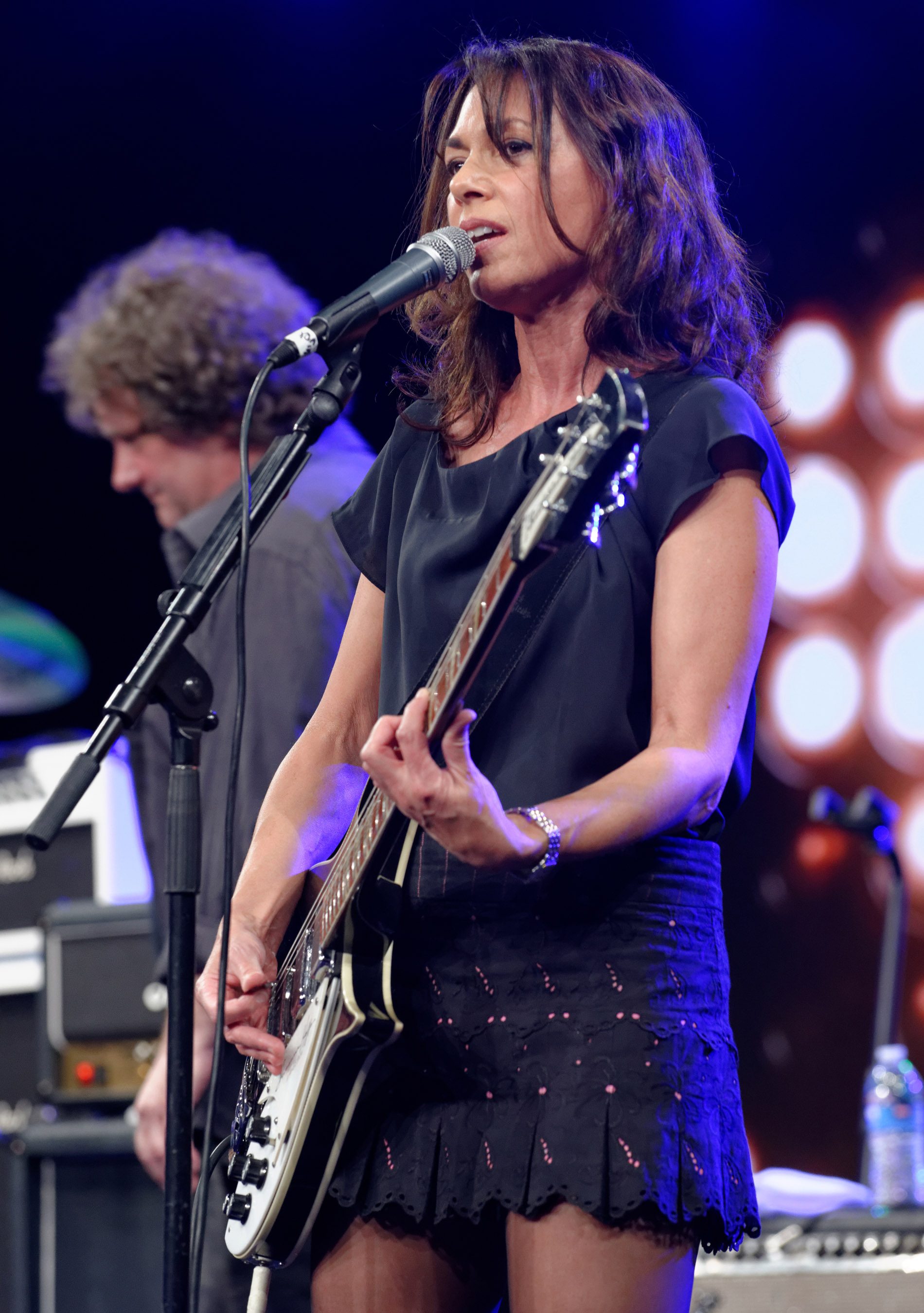
Susanna Hoffs (2015)

Susanna Lee Hoffs (* 17. Januar 1959 in Los Angeles, Kalifornien) ist eine US-amerikanische Musikerin. Sie ist Mitglied der Pop-/Rockband The Bangles, die besonders zwischen 1986 und 1989 große Erfolge in den Charts feiern konnte.

## Leben
Susanna Hoffs ist die Tochter der Drehbuchautorin und Regisseurin Tamar Simon-Hoffs.
Ihre erste Filmrolle hatte sie 1978 in dem Musical Stony Island von Andrew Davis, zu dem ihre Mutter das Drehbuch geschrieben hatte. Auch danach war sie noch in Filmen zu sehen, in erster Linie in The Allnighter von 1987, wo sie unter der Regie ihrer Mutter die Hauptrolle spielte. 
Ihre Musikkarriere startete sie 1981 als Sängerin und Gitarristin der Musikgruppe The Bangles. Nach dem zunächst bescheidenen Erfolg des ersten Albums All Over the Place (1984) sollte die Gruppe es ab Frühjahr 1986 mit dem Album Different Light und Titeln wie Manic Monday, Walk Like an Egyptian und Eternal Flame zu internationalen Erfolgen bringen.
Nach der im Herbst 1989 erfolgten Auflösung der Bangles begann Susanna Hoffs eine Solokarriere. 
Anfang 1991 erschien das Album When You’re a Boy, von dem die erste Single My Side of the Bed sich am besten durchsetzen konnte. Alle weiteren Veröffentlichungen blieben jedoch hinter den Erwartungen zurück. 
1993 heiratete sie den Filmproduzenten und Regisseur Jay Roach, mit dem sie zwei Söhne (* 1995, 1998) hat.
Im Herbst 1996 erschien das zweite Album, das schlicht Susanna Hoffs hieß, aber ebenfalls nicht an die Erfolge der Gruppenphase anknüpfen konnte. 
Seit der Wiedervereinigung der Gruppe im Jahr 1999 hat Susanna Hoffs mit den Bangles zwei neue Alben veröffentlicht und spielt mit der Gruppe regelmäßig Konzerte. 
Im April 2006 veröffentlichte Hoffs mit Matthew Sweet das Album Under the Covers Vol. 1, das eine Auswahl von persönlichen Lieblingssongs aus den 1960er-Jahren enthält. Im Juli 2009 folgte eine Fortsetzung dieser Zusammenarbeit mit Songs aus den 1970er-Jahren auf dem Album Under the Covers Vol. 2.
Im Sommer 2012 erschien Hoffs’ Soloalbum Someday, das wiederum einen musikalischen Anknüpfungspunkt zur Musik der 1960er-Jahre bildet. Im November 2013 kam das dritte gemeinsame Album mit Matthew Sweet auf den Markt. Es trägt den Titel Under the Covers Vol. 3 und enthält Coverversionen von Stücken aus den 1980er-Jahren.
Anlässlich der Grammy Awards 2020 fand am 28. Januar 2020 im Los Angeles Convention Center in Los Angeles ein Tribut-Konzert für Prince unter dem Motto „Let’s Go Crazy: The Grammy Salute to Prince“ statt, bei dem Hoffs mit Chris Martin den Song Manic Monday sang. Das Konzert wurde am 21. April 2020, dem vierten Todestag von Prince, im US-Fernsehen ausgestrahlt.

## Diskografie

### Studioalben
| Jahr | Titel                    | Höchstplatzierung, Gesamtwochen, AuszeichnungChartplatzierungen (Jahr, Titel, Platzierungen, Wochen, Auszeichnungen, Anmerkungen) | Höchstplatzierung, Gesamtwochen, AuszeichnungChartplatzierungen (Jahr, Titel, Platzierungen, Wochen, Auszeichnungen, Anmerkungen) | Höchstplatzierung, Gesamtwochen, AuszeichnungChartplatzierungen (Jahr, Titel, Platzierungen, Wochen, Auszeichnungen, Anmerkungen) | Höchstplatzierung, Gesamtwochen, AuszeichnungChartplatzierungen (Jahr, Titel, Platzierungen, Wochen, Auszeichnungen, Anmerkungen) | Höchstplatzierung, Gesamtwochen, AuszeichnungChartplatzierungen (Jahr, Titel, Platzierungen, Wochen, Auszeichnungen, Anmerkungen) | Anmerkungen                                                                                    |
| Jahr | Titel                    | DE | AT | CH | UK | US | Anmerkungen                                                                                    |
| ---- | ------------------------ | --- | --- | --- | --- | --- | ---------------------------------------------------------------------------------------------- |
| 1991 | When You’re a Boy        | — | — | — | UK56 (2 Wo.)UK | US83 (11 Wo.)US | Erstveröffentlichung: 29. Januar 1991                                                          |
| 1996 | Susanna Hoffs            | — | — | CH50 (1 Wo.)CH | — | — | Erstveröffentlichung: 24. September 1996                                                       |
| 2006 | Under the Covers, Vol. 1 | — | — | — | — | US192 (1 Wo.)US | Erstveröffentlichung: 18. April 2006 mit Matthew Sweet                                         |
| 2009 | Under the Covers, Vol. 2 | — | — | — | — | US106 (1 Wo.)US | Erstveröffentlichung: 21. Juli 2009 mit Matthew Sweet                                          |
| 2012 | Someday                  | — | — | — | — | — | Erstveröffentlichung: 17. Juli 2012                                                            |
| 2013 | Under the Covers, Vol. 3 | DE4 (6 Wo.)DE | AT21 (2 Wo.)AT | CH6 (9 Wo.)CH | UK21 (2 Wo.)UK | US7 (5 Wo.)US | Erstveröffentlichung: 12. November 2013 mit Matthew Sweet                                      |
| 2021 | Bright Lights            | — | — | — | — | — | Coveralbum                                                                                     |
| 2023 | The Deep End             | — | — | — | — | — | Coveralbum                                                                                     |
| 2024 | The Lost Record          | — | — | — | — | — | Erstveröffentlichung: 18. Oktober 2024 ursprünglich unveröffentlichtes Album aus dem Jahr 1999 |

### Singles
| Jahr | Titel Album                            | Höchstplatzierung, Gesamtwochen, AuszeichnungChartplatzierungen (Jahr, Titel, Album, Platzierungen, Wochen, Auszeichnungen, Anmerkungen) | Höchstplatzierung, Gesamtwochen, AuszeichnungChartplatzierungen (Jahr, Titel, Album, Platzierungen, Wochen, Auszeichnungen, Anmerkungen) | Höchstplatzierung, Gesamtwochen, AuszeichnungChartplatzierungen (Jahr, Titel, Album, Platzierungen, Wochen, Auszeichnungen, Anmerkungen) | Höchstplatzierung, Gesamtwochen, AuszeichnungChartplatzierungen (Jahr, Titel, Album, Platzierungen, Wochen, Auszeichnungen, Anmerkungen) | Höchstplatzierung, Gesamtwochen, AuszeichnungChartplatzierungen (Jahr, Titel, Album, Platzierungen, Wochen, Auszeichnungen, Anmerkungen) | Anmerkungen                                      |
| Jahr | Titel Album                            | DE | AT | CH | UK | US | Anmerkungen                                      |
| ---- | -------------------------------------- | --- | --- | --- | --- | --- | ------------------------------------------------ |
| 1991 | My Side of the Bed When You’re a Boy   | DE36 (16 Wo.)DE | AT20 (2 Wo.)AT | — | UK44 (4 Wo.)UK | US30 (11 Wo.)US | Erstveröffentlichung: Dezember 1990              |
| 1991 | Unconditional Love When You’re a Boy   | — | — | — | UK65 (2 Wo.)UK | — | Erstveröffentlichung: April 1991                 |
| 1991 | Only Love When You’re a Boy            | — | — | — | — | — | Erstveröffentlichung: August 1991                |
| 1996 | All I Want Susanna Hoffs               | — | — | CH44 (3 Wo.)CH | UK32 (2 Wo.)UK | US77 (12 Wo.)US | Erstveröffentlichung: September 1996             |
| 1997 | BBC –                                  | — | — | — | — | — | Erstveröffentlichung: 1997 mit Ming Tea          |
| 2002 | Daddy Wasn’t There –                   | — | — | — | — | — | Erstveröffentlichung: 2002 mit Ming Tea          |
| 2020 | The Only Thing 10 Songs (Travis Album) | — | — | — | — | — | Erstveröffentlichung: 24. August 2020 mit Travis |